# TARAKO
TARAKO（1960年12月17日—2024年3月4日），日本女性配音員、旁白、演員、創作歌手、編劇。出身於群馬縣太田市。身高158cm。AB型血。

## 人物簡介
Troubadour音樂事務所所屬。群馬縣立太田女子高等學校畢業。
為人熟悉的代表配音作品是長壽動畫系列《櫻桃小丸子》主角櫻桃子。
聲線：A～C#（假聲～E）。興趣有寫詩、看天空。
2024年3月8日，所屬事務所Troubadour音樂事務所官網發佈已於2024年3月4日逝世，死因未公開，享壽63歲。

## 繼任
在TARAKO逝世後，配音員接替角色如下：
| 繼任   | 角色名           | 概要作品       | 繼任初次擔當作品      |
| ------ | ---------------- | -------------- | --------------------- |
| 荒嶽惠 | 旁白             | 《女神的市場》 | 2024年3月15日播出集數 |
| 菊池心 | 櫻桃子（小丸子） | 《櫻桃小丸子》 | 2024年4月21日播出集數 |

## 演出
粗體字表示主要角色。

### 電視動畫
- 阿貴（ケーキの精）
- 福星小子（幼稚園幼童、しゅがあ、等）
- 新福星小子（許願星）
- 超能力魔美（テニス部員）
- NG騎士檸檬汽水&40（蛇魚子）
- VS騎士檸檬汽水&40炎（蛇魚子）
- 機動警察（進士多美子）
- 貓眼三姐妹（ユウイチ）
- 金田一少年之事件簿（港屋明日香）
- 犬夜叉（雲母、庫羅羅）
- 妙廚老爹（太田太一）
- 摩登原始人（バンバン）
- 甲蟲王者（チビキング）
- 森林大帝（ルル他）
- 櫻桃小丸子（1990年—2024年，櫻桃子〈小丸子〉）
- NOIR（阿爾蒂娜）
- Hunter × Hunter（センリツ）
- 聖魔大戰（酔助、ジケシーン）
- 愛麗絲夢遊仙境（愛麗絲）
- 冒險遊記（摩利）
- 蜜柑繪日記（橘子（みかん））
- 相聚一刻（麻美、ホステスのアケミ）
- 日常（第16話預告旁白）
- 槍彈辯駁3 －The End of 希望峰學園－（黑白熊）
- TRIGUN STAMPEDE（薩吉[7]）
- 怪獸8號（謎之幼獸[8]）

### 電影動畫
1984年
- 風之谷（少年）

1986年
- 天空之城（瑪姬[9]）

1988年
- 龍貓（朋友B）

1990年
- 櫻桃小丸子：友情歲月（日语：ちびまる子ちゃん (映画)）（櫻桃子〈小丸子〉[10]）

1992年
- 櫻桃小丸子：我最喜歡的歌（櫻桃子〈小丸子〉）

2006年
- 劇場版 光之美少女Splash Star：滴嗒危機一髮！（分針子）

2009年
- 企鵝大冒險（日语：よなよなペンギン）（貓之恰比介）

2015年
- 櫻桃小丸子：來自義大利的少年（櫻桃子〈小丸子〉[11]）

2018年
2024年
- DEAD DEAD DEMON'S DEDEDEDE DESTRUCTION 惡魔的破壞（肚臍妹[12]）

### OVA
- NG騎士檸檬汽水&40 EX ビクビクトライアングル 愛の嵐大作戰（蛇魚子）
- NG騎士檸檬汽水&40 DX ワクワク時空 炎の大搜査戰（蛇魚子）
- HUNTER×HUNTEROVA（センリツ）

1990年
- 戰國武將列傳 爆風童子必殺人（日语：戦国武将列伝 爆風童子ヒッサツマン）（布芝）

### 網路動畫
2007年
- 神奇寶貝不可思議的迷宮空之探險隊！（日语：ポケモン不思議のダンジョン 出動ポケモン救助隊ガンバルズ!）（恰雷姆）

### 遊戲
- 新槍彈辯駁V3 大家的自相殘殺新學期（黑白熊）

### 外語配音

#### 電影
- 魔鬼剋星2（珍妮·梅爾尼茨〈安妮·波茨〉）※富士電視台版[注 3]。
- 大魔域3：飛進未來（英语：The NeverEnding Story III）（Jr.）※影碟版。

#### 動畫
- 摩登原始人（班班）

### 旁白
- 日本太太好吃驚（2013年4月16日—2017年9月19日，每日放送）

### 電視劇
- 時間到囉 屢屢（日语：時間ですよ#時間ですよ たびたび（全13回））（1988年）—DJ的聲音
- 像電影一樣戀愛（日语：映画みたいな恋したい）（1992年）[注 4]
- 世界奇妙物語 20週年春季特別篇 ～熱門節目競賽篇～「能見到小丸子的街道」（2010年）—櫻桃子〈小丸子〉的聲音

### 電影
- 釣魚迷日記3（日语：釣りバカ日誌3）（1990年）—飾 香織

### 錄影帶、DVD
- 小孩子挑戰（日语：こどもちゃれんじ） 可愛巧虎島系列（Benesse Corporation（日语：ベネッセコーポレーション））－本人演出、負責旁白

## 音樂作品

### 單曲
| 單曲名稱 | 發行商                    | 發行日期      | 備註                              |
| -------- | ------------------------- | ------------- | --------------------------------- |
|          | Canyon（今Pony Canyon）   | 1983年10月    |                                   |
|          | Canyon（今Pony Canyon）   | 1984年7月21日 | 收錄在古川登志夫單曲「」B面。     |
|          | Canyon（今Pony Canyon）   | 1984年9月21日 |                                   |
|          | 日本古倫美亞              | 1990年10月1日 |                                   |
|          | BMG VICTOR（今BMG JAPAN） | 1990年11月7日 |                                   |
|          | BMG VICTOR（今BMG JAPAN） | 1991年3月21日 |                                   |
|          | BMG VICTOR（今BMG JAPAN） | 1991年6月21日 |                                   |
|          | 日本古倫美亞              | 1991年9月21日 |                                   |
|          | BMG VICTOR                | 1991年12月4日 |                                   |
|          | Apollon                   | 1992年10月5日 |                                   |
|          | Apollon                   | 1992年11月5日 |                                   |
|          | POLYSTAR                  | 1995年1月25日 |                                   |
|          | 今Pony Canyon             | 2004年7月10日 | 與爆笑問題（爆Chu問題）跨部合作。 |

### 專輯
| 專輯名稱 | 發行商     | 發行日期       |
| -------- | ---------- | -------------- |
|          | Canyon     | 1983年6月21日  |
|          | Canyon     | 1984年2月21日  |
|          | Canyon     | 1984年9月21日  |
| 告白     | Canyon     | 1985年9月21日  |
|          | KING       | 1986年12月21日 |
|          | BMG VICTOR | 1990年11月21日 |
| 彼女     | BMG VICTOR | 1991年6月21日  |
| My dear  | BMG VICTOR | 1991年12月4日  |
|          | 德間日本   | 1993年12月21日 |
|          | TDK Core   | 1995年6月25日  |
|          | 萬代音樂   | 1998年8月21日  |

### 作詞
- 高帽子的梅莫兒（日本古倫美亞，1984年3月21日。歌唱：山野智子）

### LIVE影像
- '91 in KUDAN KAIKAN（BMG VICTOR，1991年6月21日，VHS）

## 腳註

## 外部連結
- TARAKO｜Troubadour音樂事務所 （日語）—（官方舊網站人物簡介)
- TARAKO｜Troubadour音樂事務所 （页面存档备份，存于） （日語）—（官方新網站人物簡介)
- （日語）—TARAKO的官方個人部落格。
- TARAKO（TARA）的X（前Twitter） （日語）